# IMSI
IMSI je skraćenica od eng. složenice International Mobile Subscriber Identity koja označava unikatni broj za svakog pretplatnika na GSM i UMTS mobilnim mrežama. Ovaj unikatni broj je pohranjen na SIM kartici, koje se nalazi unutar mobilnog telefona, i služi za identifikaciju na lokalnoj mobilnoj mreži. IMSI se koristi za preuzimanje detalja kao: Home Location Register (HLR) (registar pretplatnika iz lokalne, domaće mreže) ili je preslikan u Visitor Location Register (registar gostujućih pretplatnika iz druge mreže). Da bi se spriječilo kopiranje IMSI broja preko radio valova, koristi se šifrirani TMSI.